# 天蠶再變 (電視劇)

《天蚕再变》是由台湾中华电视公司出品的古装武侠电视连续剧。改编自黄鹰的“天蚕变”系列小说《天蚕再变》。主角雲飛揚由顧冠忠飾演，其餘角色由台灣藝人擔綱——傅香君（曾亞君）、徐廷封（張復建）、唐寧（劉芳英）、孟都（藍文青）。成为台湾三台收视1984年年度之冠。
《天蠶再變》補述「天蠶神功」的由來——「天蠶魔功」（天魔功），及敘述雲飛揚天蠶再變的遭遇。與小說不同的是，臺製續集加入《雲飛揚外傳》的人物和部份劇情，與港劇續集《天龍訣》部份角色和背景的設定雷同，但故事舖陳相異，最後結局停留在雲飛揚和孟都的對決上。

## 演員
雲飛揚：顧冠忠飾，武當派高手。
唐寧：劉芳英飾，唐門高手。個性剛烈，和雲飛揚因誤會而相識。
傅香君：曾亞君飾，曾為逍遙谷與武當敵對，鍾情雲飛揚（詳天蠶變）。
貝貝：程惠飾，苗疆少女，孟都之妹。
孟都：藍文青飾，苗疆少主，修習天魔功遇瓶頸。
徐廷封：張復健飾，安樂侯。正德帝輔弼。
阿泰：楊雄飾，安樂侯的護衛。
陸丹：葉飛飾。
郝小子：江生飾，原雞鳴狗盜之輩，因本心持正連番奇遇後終成大俠。
朱菁照：明光飾，安樂郡主。
正德帝：李天柱飾，落難皇帝，為自宦官劉瑾奪回君權努力。
劉瑾：楊光友飾，權臣宦官，自號九千歲，野心路人可見。
薩高：雷洪飾，苗疆法師，蠱毒高手，為造就孟都不擇手段。
不老神仙：田明飾，白蓮教主。
天尊（仇不悔）：王祈生飾，白蓮教雙尊之一。
地尊（仇不恨）：黃仲裕飾，白蓮教雙尊之一。
南偷：謝興。
北盜：關洪。
鍾大：陸一龍。
南宮太君：高幸枝。
楊傲霜：楊文淑。
紅杏：葉嘉菱。
鍾本萍：趙家蓉。
蕭三公子：許文銳。
黑豆：陳震。
雪漫夫：徐忠信。
小德祿：陳啟峻。
皇甫忠：葛長生。
皇甫義：小四

## 神兵奇珍
蠱母：薩高煉出至高蠱蟲，唯一能突破絕頂高手護身氣勁，可奪人意識禁錮功力。

## 外部連結
- 《天蠶再變》片頭主題曲（页面存档备份，存于）

1. ↑  .   [2021-12-06]. （原始内容存档于2021-12-06） （中）.